# Hossein Mahini
Hossein Mahini (in persiano: حسین ماهینی; Bushehr, 16 settembre 1986) è un calciatore iraniano, difensore del Persepolis Football Club e della nazionale iraniana.

## Palmarès

### Club
- Lega professionistica del Golfo persico

Persepolis: 2016–2017, 2017–2018, 2018–2019
- Coppa d'Iran

Persepolis: 2018–2019
- Supercoppa d'Iran

Persepolis: 2017, 2018, 2019

### Nazionale
- Giochi asiatici: 1

2006